# آلکسیس گووجیان
آلکسیس گووجیان ( انگلیسی: Alexis Govciyan؛ زادهٔ ۱۳ اکتبر ۱۹۵۶) یک کنشگر حقوق بشر اهل فرانسه است که از تاریخ ۲۰۰۴ تا تاریخ ۲۰۰۷ عضو دفتر سیاسی اتحاد برای دموکراسی فرانسه بود و نخستین نامزد فرانسوی ارمنی‌تبار در انتخابات پارلمان اروپا بود.

## زندگی‌نامه
در ۱۳ اکتبر ۱۹۵۶ در استانبول به دنیا آمد . عالی‌ترین نشان فرانسه، لژیون دونور در سال ۲۰۰۷ به وی اعطا گردید.

## کتاب‌ها
- (in French) 24 avril: Reconnaissance par la France du génocide arménien de 1915, éd. du Cherche Midi, 2003, 226 p. , préface de Patrick Devedjian - (شابک ‎۲۷۴۹۱۰۲۱۰۳)